# Ankylocythere harmani
Ankylocythere harmani är en kräftdjursart som beskrevs av Hobbs 1966. Ankylocythere harmani ingår i släktet Ankylocythere och familjen Entocytheridae. Inga underarter finns listade i Catalogue of Life.